# 켤레 복소수

복소평면에서의 복소수 z와 그 켤레복소수

수학에서 켤레 복소수(-複素數, 영어: complex conjugate) 또는 공액 복소수(共軶複素數) 또는 복소 켤레 또는 공액 켤레는 복소수의 허수부에 덧셈 역원을 취하여 얻는 복소수이다. 다시 말해, 편각에 덧셈 역원을 취하여 얻는 복소수이다. 복소평면 위에서, 서로 켤레인 두 복소수는 x축에 의하여 대칭이다. 복소수 {\displaystyle z}의 켤레 복소수의 기호는 {\displaystyle {\bar {z}}} 또는 {\displaystyle z^{*}}이다.

## 정의
복소수의 켤레 복소수는 다음과 같이 정의된다.
{\displaystyle {\overline {x+iy}}=x-iy\qquad x,y\in \mathbb {R} }
극 형식으로 쓰면 다음과 같다.
{\displaystyle {\overline {re^{i\theta }}}=re^{-i\theta }\qquad r,\theta \in \mathbb {R} ,\;r\geq 0}
켤레 복소수의 기호 {\displaystyle {\bar {z}}}는 켤레 전치의 기호 {\displaystyle A^{*}}와의 혼동을 피하려고 할 때 선호된다. 켤레 복소수의 또 하나의 기호 {\displaystyle z^{*}}는 물리학에서 자주 쓰이며, 이 경우 켤레 전치의 기호에는 흔히 {\displaystyle A^{\dagger }}를 사용한다.

## 성질

### 항등식
켤레 복소수에 대하여, 다음과 같은 항등식들이 성립한다. 임의의 복소수 {\displaystyle z,w}에 대하여,
- {\displaystyle \operatorname {Re} z=(z+{\bar {z}})/2}
- {\displaystyle \operatorname {Im} z=(z-{\bar {z}})/(2i)}
- {\displaystyle |z|={\sqrt {z{\bar {z}}}}}
- {\displaystyle \operatorname {arg} z=(1/(2i))\ln {\frac {z}{\bar {z}}}\qquad z\neq 0}
- (덧셈 군 자기 준동형) {\displaystyle {\overline {z+w}}={\bar {z}}+{\bar {w}}}
- (덧셈 군 자기 준동형) {\displaystyle {\overline {z-w}}={\bar {z}}-{\bar {w}}}
- (체 자기 동형) {\displaystyle {\overline {zw}}={\bar {z}}{\bar {w}}}
- (체 자기 동형) {\displaystyle {\overline {(z/w)}}={\bar {z}}/{\bar {w}}}
- ({\displaystyle \mathbb {C} /\mathbb {R} } 자기 동형) {\displaystyle {\bar {z}}=z\iff z\in \mathbb {R} }
- (대합) {\displaystyle {\bar {\bar {z}}}=z}
- (노름 자기 동형) {\displaystyle |{\bar {z}}|=|z|}
- {\displaystyle \operatorname {arg} {\bar {z}}=-\operatorname {arg} z}
- {\displaystyle \operatorname {Re} {\bar {z}}=\operatorname {Re} z}
- {\displaystyle \operatorname {Im} {\bar {z}}=-\operatorname {Im} z}

### 켤레근 정리
정칙 함수 {\displaystyle f}가 만약 {\displaystyle f(\mathbb {R} )\subseteq \mathbb {R} }를 만족시킨다면, 임의의 복소수 {\displaystyle z}에 대하여, {\displaystyle {\overline {f(z)}}=f({\bar {z}})}가 성립한다. 특히, {\displaystyle f(x)\in \mathbb {R} [x]}인 경우, 만약 {\displaystyle f(z)=0}이라면 {\displaystyle f({\bar {z}})=0}이다. 즉, 실수 계수 다항식의 허수 영점은 항상 켤레 복소수끼리 짝을 지어 나타난다. 이를 켤레근 정리(-根定理, 영어: complex conjugate root theorem)라고 한다.

### 체론적 성질
켤레 복소수 함수는 갈루아 군 {\displaystyle \operatorname {Gal} (\mathbb {C} /\mathbb {R} )}의 유일한 비자명 원소이다.

## 관련 개념

### 행렬의 경우
행렬 {\displaystyle A}의 경우, 그 원소별 켤레 복소수를
{\displaystyle {\bar {A}}}
로 쓰며, 다음과 같이 정의할 수 있다.
{\displaystyle ({\bar {A}})_{ij}={\overline {A_{ij}}}}
또한, 켤레 전치는 다음과 같이 정의된다.
{\displaystyle A^{*}=({\bar {A}})^{\operatorname {T} }={\overline {A^{\operatorname {T} }}}}
즉, 다음과 같다.
{\displaystyle (A^{*})_{ij}={\overline {A_{ji}}}}